# Drelsdorf
Drelsdorf är en kommun och ort i Kreis Nordfriesland i förbundslandet Schleswig-Holstein i Tyskland.
Kommunen ingår i kommunalförbundet Amt Mittleres Nordfriesland tillsammans med ytterligare 18 kommuner.